# سیاه دره ۲
سیاه دره ۲ روستایی در ایران است که در دهستان تشکن شهرستان چگنی واقع شده‌است. سیاه دره ۲ ۴۸ نفر جمعیت دارد.بزرگترین خاندان این روستا رستمی امرایی میباشند که اکثر جمعیت شهرنشینی رابرگزیدند.مردمانی سخت کوش صبور مهمان نواز وازخاندان وامرای ایل بزرگ امرایی میباشند بزرگان این خاندان مرحومان مهراب وحاجیعلی میباشندمنطقه خوش آب وهوا وسرسبز درعین حال زمستانی سرد وسوزناک دارد که در مسیر۵۵کیلومتری شهر خرم آبادکوهدشت شهرستان چگنی ودرفاصله ۵کیلومتری پل تاریخی کشکان که متعلق به دوران حکومت ساسانیان همچنین روستاهای سیاهدره۱سماق همچنین سیاهدره ۳کوسه عینی که جامانده های نسل قوم کاسی های ازساکنان اولیه سرزمین لرستان قراردارد شغل اکثر این منطقه دامداری وکشاورزی وزبان اصلی آنهالری ولکی باریشه زبان اصیل نوراباد لکستان میباشند روزگاری بالغ بر۳۰خانوارپرجمعیت قبل ازانقلاب وهم اکنون نزدیک به ۳۰خانواروجمعیتی حدود۱۰۰نفر رادرخودجای داده است وجمعیت کلی سه روستابالغ بر۱۵۰۰نفرو۳۰۰خانوارند ومتاسفانه  بلطف مسولین ومدیران ازلحاظ امکانات صنعتی جز روستاهای محروم وکم برخوردار هستند واکثرابیکاروبی سوادمیباشند چون زمینه تحصیل وجود ندارد